# Velodromul din Londra

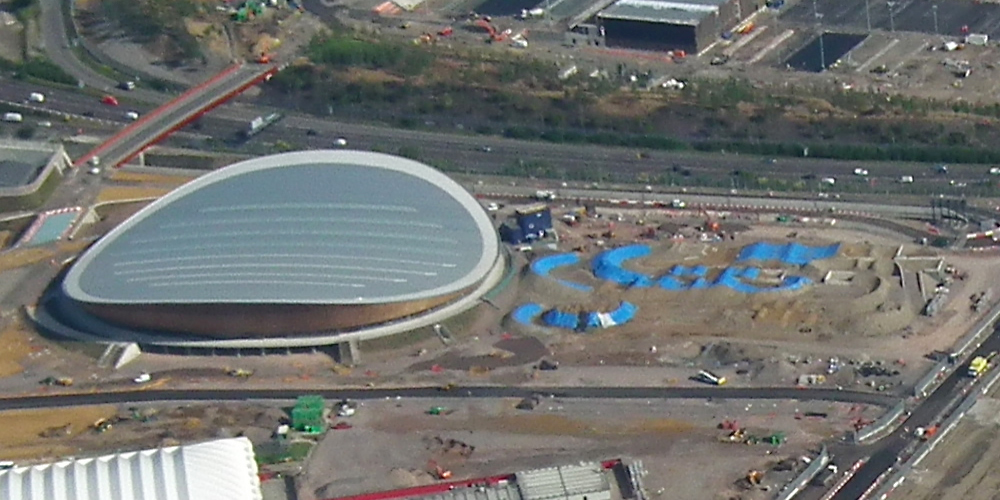
Vedere aeriană asupra Velodromului din Londra

Velodromul din Londra este un centru de ciclism situat în suburbia Leyton din estul Londrei. Este una dintre locațiile permanente de la Jocurile Olimpice și Paralimpice de vară din 2012. El este situat în partea de nord a Parcului Olimpic din Londra.
Construcția velodromului a început în anul 2009 și s-a terminat în luna februarie a anului 2011. Pentru velodromul în sine, cât și pentru spațiul de curse BMX s-au alocat tribune de câte 6000 de spectatori. Pista velodromului este construită din lemn de pin siberian.
Deschiderea oficială a velodromului a avut loc pe data de 24 februarie 2011, când acolo s-a desfășurat etapa din Londra a Cupei de BMX și Supercross UCI 2011. Pentru a fi construit velodromul, s-a demolat circuitul Eastway Cycle. Acesta cu o deschidere maximă 250 de metri este a treia cea mai mare pistă acoperită din Marea Britanie. Costurile construcției doar pentru velodrom au fost de circa 105 milioane lire sterline.